# 德山藩
德山藩（日语：／ Tokuyama han */?）是日本江戶時代的一個藩，是長州藩的支藩，初時名稱是下松藩。藩廳初時在周防國下松（今山口縣下松市），後來改遷在德山（今山口縣周南市）的德山陣屋。1617年立藩。

## 歷代藩主
毛利家：外樣：4萬5千石→3萬石→4萬石
1. 就隆（1617年-1679年）
2. 元賢（1679年-1690年）
3. 元次（1690年-1715年）
4. 元堯（1719年-1721年）
5. 廣豐（1721年-1758年）
6. 廣寬（1758年-1764年）
7. 就馴（1764年-1796年）
8. 廣鎮（1796年-1837年）
9. 元蕃（1837年-1871年）